# Laricobius erichsoni
Laricobius erichsoni é uma espécie de besouro de fungo da família Derodontidae. É encontrado na Europa e no norte da Ásia (excluindo a China) e na América do Norte.